# Runding
Runding település Németországban, azon belül Bajorországban. Lakosainak száma 2275 fő (2023. december 31.).

## Népesség
A település népessége az elmúlt években az alábbi módon változott:
| Lakosok száma | 662  | 991  | 1970 | 2121 | 2285 | 2288 | 2305 | 2313 | 2308 | 2275 |
|               | 1875 | 1950 | 1975 | 1987 | 2012 | 2014 | 2016 | 2017 | 2021 | 2023 |